# Röck István Gépgyára
A Röck István Gépgyára Rt.-t 1802-ben Röck István szitakészítő mester alapította, aki a Váci úton ez évben szita- és kapakészítő műhelyt nyitott.

## Története

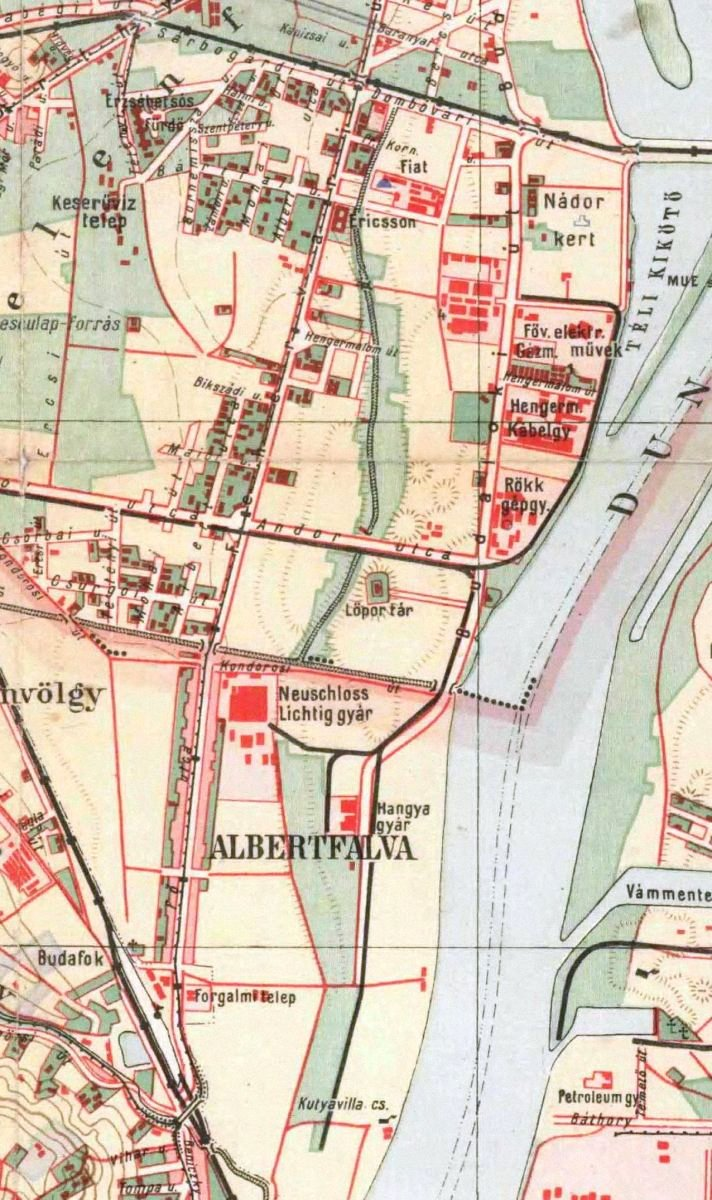
Röck István Gép- Gőzkazán Gyára és Vasöntödéje egy 1923-as térképen.

A gyár kezdetben főleg sziták, rosták és drótfonatok termelésével foglalkozott, majd 1841-ben a gyártási körébe felvette a különféle mezőgazdasági gépek készítését is. Kezdetben egyedül dolgozott, később segédeket is felvett. 1841-ben a kínálat bővítve a kínálatot már a Balkánra is exportált kisebb mezőgazdasági gépeket, majd még ebben az évben fia István János, aki a Németországot és Ausztriát is megjárta, átvette apja vállalkozását. Egy év múlva Schlick Ignáccal, majd 1847-ben Vidats Istvánnal fogott közös üzletbe, ezzel tovább bővítette a gyártott termékek körét (rosta, eke, borona, malomfelszerelések). 
Az 1848–49-es forradalom és szabadságharc idején hadifelszereléseket gyártott és szállított a magyar honvédség számára. 1857-ben többszöri költözködés után a Soroksári út 24-ben már ismét önállóan folytatta a gyártást Röck István Gépgyára és Köleskása Malma név alatt. A különféle termékek miatt gyárát két részlegre osztotta fel: mezőgazdasági eszközök és gépek, valamint egyéb gyártmányok: könyvnyomdagépek, malomipari termékek. 
1861-ben az ő üzemében készült el az első hazai gőzcséplőgép. Az 1882-ben közel 200 munkást foglalkoztató üzemet nem viselte meg az 1890-es évek elejének gazdasági válsága, amit rugalmas és sokszínű gyártási profiljának köszönhetett. Ennek ellenére  jelentős arculatváltozáson esett át a vállalkozás. 1882-ben állami támogatásokkal megkezdődött a kazánok, gőzszivattyúk, hűtőkompresszorok gyártása. 1897-ben alapító unokái (István és Gyula) átvették apjuktól a családi vállalkozást. 

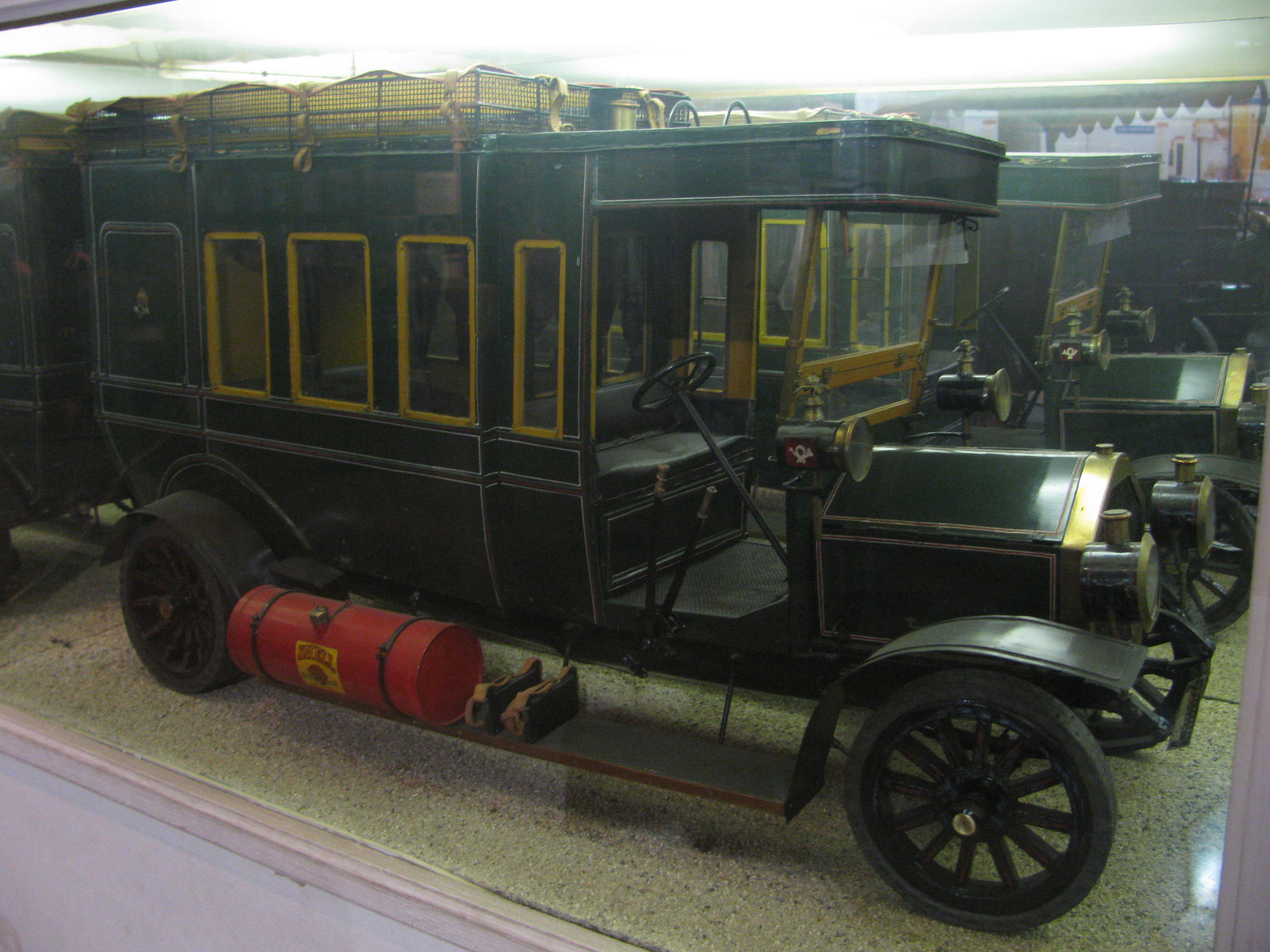
Röck-Csonka busz

 Miután a Soroksári úti telepet kinőtték Kelenföldön, a Budafoki út 70 szám alatt egy 17 700 m²-es területen új gyártelepet alakítottak ki. A gyár felvette a Röck István Gép- Gőzkazán Gyára és Vasöntödéje nevet. 1901-ben a gyár teljes egészében ide települt. A gyár adottságai (modern öntöde, nagy teljesítményű melegsajtoló) tették lehetővé, a Csonka Jánossal való együttműködést. A Röck fivérek és Csonka János egymásra találása a magyar autógyártás jelentős eseménye volt. Csonka számára készítettek különféle kísérleti motorokhoz öntvényeket, kéthengeres motorokat, sebességváltómű-házakat és más öntvényeket, valamint alvázakat. Több évi kísérletezés után a Magyar Posta döntött a motoros járművek rendszerbe állítása mellett. A versenytárgyalásra a Röck-gyár is benyújtotta ajánlatát. Csonka János tervei alapján készült autók szállítását vállalva. A Posta elfogadta Csonka terveit és Röckék ajánlatát. Az első csomagszállító 1905-ben készült el. Röckék szállították Csonkának a négyhengeres 90/100 furat/löketű motor öntvényét, melyet a Műegyetem gépműhelyében állított össze. Ezt építették össze a Röck-gyárban az alvázzal és a többi ott készült alkatrésszel. A kocsi zárt felépítménye a Glattfelder-kocsigyár munkája volt. Az első 3 darab 2,5 m³-es csomagszállítót 1906-ban szállították le. A négyhengeres, 2545 cm³-es motor 12 LE teljesítményű volt. Hamarosan a Posta 16 darab hasonló, de 3 m³-es csomagszállítót rendelt. 1908-ban 38 db 16 LE-s változatot rendeltek.

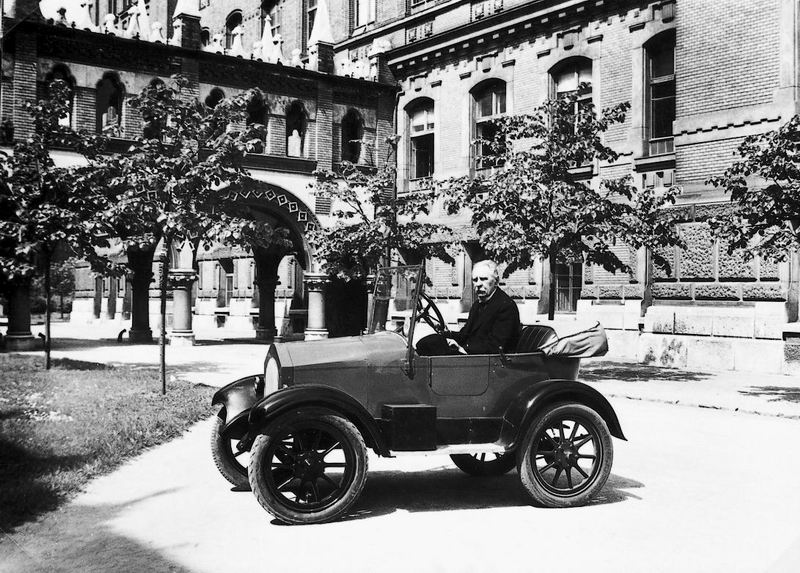
Csonka János saját készítésű gépkocsijával a Műegyetem udvarán

1906-1908 között Csonka személyautókat is tervezett. Ezek komplett alvázait is a Röck-gyárban készítették. Ezeket részben magánszemélyek, részben a Posta vásárolta meg. Közülük kettő részt vett a „Henrik Herceg Túraúton”, ahol megállták a helyüket. Az egyiket Röck István, a másikat Haltenberger Samu vezette. 1910-ben hagyta el a gyárat 10 darab Csonka által tervezett 16 LE teljesítményű autóbusz. 
A gyár 1902-ben ünnepelte 100 éves fennállását. 1909-ben Röck István Gépgyár Rt. néven részvénytársasággá alakították át a családi üzemet. Az 1 500 000 koronás alaptőkéjű vállalat legbefolyásosabb részvényese az Országos Takarékpénztár lett. 
A Röck fiúk 1911-ben részvénytöbbségüket eladták az Erste Brünner Maschinenfabriks AG-nek, ezután a vállalat neve ezzel Röck István Első Brünni Gépgyár Rt.-re változott. A háború időszakában a gyár haditermelésre állt át, majd annak végeztével ismét folytatódott a hagyományos termékek gyártása. 
A gyár az 1929-1932-es gazdasági világválságot – sokszínű termelési profiljának köszönhetően – ismét kevésbé érezte meg. Az 1930-as években több kartell-egyezményben is részt vett a Láng Gépgyárral, és a Ganzzal (1935-1938). 1938-ban a Hitelbank érdekeltségi körébe tartozó Láng Gépgyár részvénytöbbséget szerzett, ezután a vállalat neve Röck István Gépgyár Rt. lett. Az üzletet a kormányzat is üdvözölte, mert szerették volna magyar kézben látni a nagy jelentőséggel bíró céget. A megállapodás aláírása előtt a Ganz, a Láng és a Röck egy újabb kartell-megállapodás keretében felosztották egymás között a piacot, azért, hogy a részvényvásárlás után az azonos termékek gyártása ne okozzon gondot. A második világháború alatt a gyár ismét bekapcsolódott a haditermelésbe és jelentős hadiszállításokat bonyolított le. 1943-ban 572 fő dolgozott az üzemben.  
A főváros ostroma idején az üzem több belövést is kapott, és az utolsó két hétben, amikor a munkások sem tartózkodtak az üzemben, a gépek és anyagok nagy részét külföldre szállították. 
1945. február 17-én 35 fővel szovjet parancsnokság mellett indult meg a munka. A szovjetek gépkocsi-alkatrészek gyártására kötelezték a gyárat, ami kezdetben több nehézségbe ütközött. A gép- és anyaghiány mellett az is gond volt, hogy a gyárban korábban ilyent még soha nem gyártottak. Az üzem munkásai végül a Weiss Manfréd gyárban szerzett tapasztalatok alapján kezdtek bele a gyártása, cserébe megjavították a csepeli gyár kazánjait.  
1945 nyarán a Röck is bekapcsolódott a jóvátételi termelésbe, melyet az IKART és az Iparügyi Minisztérium 400 000 pengős kölcsönével fedeztek. A polgári termelés első lépéseként a Budapesti Elektromos Művek kelenföldi telephelyén lévő áramfejlesztőket felújítva sikerült biztosítaniuk a főváros, és ezzel együtt a többi gyár áramellátását is. A 49. bérhétre a munkáslétszám ismét 400 fölé emelkedett. 
Az 1947 végére 2,7 millió forint alaptőkével rendelkező üzemet 1948. március 26-án államosították és 1949. április 4-étől az új neve Április 4. Gépgyár lett.